# Teseo Taddia
Teseo Taddia (Bondeno, 20 aprile 1920 – Milano, 23 dicembre 1982) è stato un martellista italiano, medaglia d'argento ai Campionati europei di atletica leggera e vincitore di quattordici titoli italiani.

## Biografia
Ha vinto la medaglia d'oro ai Giochi del Mediterraneo in tre edizioni consecutive, nella prima edizione di Istanbul, non ufficiale e quindi ai I Giochi del Mediterraneo ufficiali di Alessandria d'Egitto ed ai successivi di Barcellona.

## Record nazionali
Taddia ha migliorato il primato italiano nove volte sino a portarlo al seguente.
- Lancio del martello: 59,17 m ( Milano, 8 ottobre 1950)[3]

## Progressione
Taddia è stato per ben 12 volte nella top 25 mondiale stagionale del lancio del martello.
| Stagione | Risultato | Luogo        | Data       | Rank. Mond. |
| -------- | --------- | ------------ | ---------- | ----------- |
| 1954     | 58,45     | Torino       | 08/08/1954 | 12º         |
| 1953     | 57,46     | Buenos Aires | 08/11/1953 | 11º         |
| 1952     | 57,12     | Perugia      | 05/07/1952 | 12º         |
| 1951     | 55,59     | Stoccarda    | 01/09/1951 | 12º         |
| 1950     | 59,17     | Milano       | 08/10/1950 | 2º          |
| 1949     | 56,69     | Bergamo      | 04/11/1949 | 5º          |
| 1948     | 55,38     | Perugia      | 18/07/1948 | 9º          |
| 1946     | 51,54     |              |            | 22º         |
| 1945     | 49,17     |              |            | 23º         |
| 1943     | 52,23     | Roma         | 02/05/1943 | 12º         |
| 1942     | 52,51     | Schio        | 26/07/1942 | 12º         |
| 1941     | 51,98     |              |            | 22º         |

## Palmarès
| Anno | Manifestazione          | Sede                 | Evento              | Risultato | Prestazione | Note  |
| ---- | ----------------------- | -------------------- | ------------------- | --------- | ----------- | ----- |
| 1946 | Europei                 | Oslo                 | Lancio del martello | 6º        | 48,63 m     |       |
| 1948 | Giochi olimpici         | Londra               | Lancio del martello | 7º        | 51,74 m     |       |
| 1950 | Europei                 | Bruxelles            | Lancio del martello | Argento   | 54,73 m     |       |
| 1951 | Giochi del Mediterraneo | Alessandria d'Egitto | Lancio del martello | Oro       | 52,33 m     | [ 2 ] |
| 1952 | Giochi olimpici         | Helsinki             | Lancio del martello | 10º       | 54,27 m     |       |
| 1954 | Europei                 | Berna                | Lancio del martello | 10º       | 55,12 m     |       |
| 1955 | Giochi del Mediterraneo | Barcellona           | Lancio del martello | Oro       | 55,14 m     | [ 2 ] |

## Campionati nazionali
- ai Campionati italiani assoluti di atletica leggera, Lancio del martello (1939, 1941, 1942, 1943, 1945, 1947, 1948, 1949, 1950, 1951, 1953, 1954, 1955 e 1956)[5]

## Altre competizioni internazionali
1949
- Oro alla edizione non ufficiale dei Giochi del Mediterraneo ( Istanbul), lancio del martello - 53,63 m[2]